# Szuhoj Polgári Repülőgépek
A Szuhoj Polgári Repülőgépek (oroszul: Гражданские самолеты Сухого) polgári célú repülőgépek fejlesztésével, gyártásával, kereskedelmével és javításával foglalkozó, zárt részvénytársasági formában működő oroszországi vállalat volt. A Szuhoj vállalat része, központja Moszkvában található. 2020. február 17-én beolvadt az Irkut vállalatba, és annak polgári repülőgépgyártó díviziója részeként, Regionális Repülőgépek (Regionalnije Szamoljoti) néven működik.

## Története
2000-ben hozták létre azzal a céllal, hogy az addig csak katonai repülőgépekkel foglalkozó, de tevékenységét a polgári repülőgépgyártás területére is kiterjeszteni kívánó Szuhoj Vállalaton belül elkülönítsék egymástól a polgári és katonai célú tevékenységet. A vállalat kezdetben az OKB Szuhoj tervezőiroda részeként működött, majd a holdinggá átszervezett, 100%-ban orosz állami tulajdonú Szuhoj Vállalat alárendeltségébe került. 2008 januárjában Vlagyimir Putyin orosz elnök hozzájárult ahhoz, hogy a Szuhoj Polgári Repülőgépek vállalatban 25% plusz egy db részvény részesedést szerezhessen az olasz Alenia Aermacchi repülőgépgyártó vállalat.
A vállalat fő projektjei a Szuhoj Superjet 100 regionális utasszállító repülőgép fejlesztése, majd későbbi gyártása és forgalmazása, valamint az SSBJ szuperszonikus üzleti repülőgép tervezése.

## Külső hivatkozások
- A Szuhoj Polgári Repülőgépek a Szuhoj honlapján (oroszul és angolul)
- A Szuhoj honlapja
- A Szuhoj Superjet 100-projekt honlapja Archiválva 2012. augusztus 17-i dátummal a Wayback Machine-ben